# Olympische Sommerspiele 1984/Teilnehmer (Gabun)
| Gelbes Symbol für Goldmedaillen mit stilisierten Olympischen Ringen | Graues Symbol für Silbermedaillen mit stilisierten Olympischen Ringen | Braundes Symbol für Bronzemedaillen mit stilisierten Olympischen Ringen |
| ------------------------------------------------------------------- | --------------------------------------------------------------------- | ----------------------------------------------------------------------- |
| —                                                                   | —                                                                     | —                                                                       |

Gabun nahm an den Olympischen Sommerspielen 1984 in Los Angeles, USA, mit einer Delegation von vier Sportlern (zwei Männer und zwei Frauen) teil. Flaggenträgerin war Odette Mistoul.

## Teilnehmer nach Sportarten

### Boxen
- Dieudonné Mzatsi
Federgewicht: 17. Platz

- Desiré Ollo
Leichtgewicht: 17. Platz

### Leichtathletik
- Gisèle Ongollo
Frauen, 100 Meter: Vorläufe

- Odette Mistoul
Frauen, Kugelstoßen: 13. Platz